# Masaaki Suzuki (Musiker)

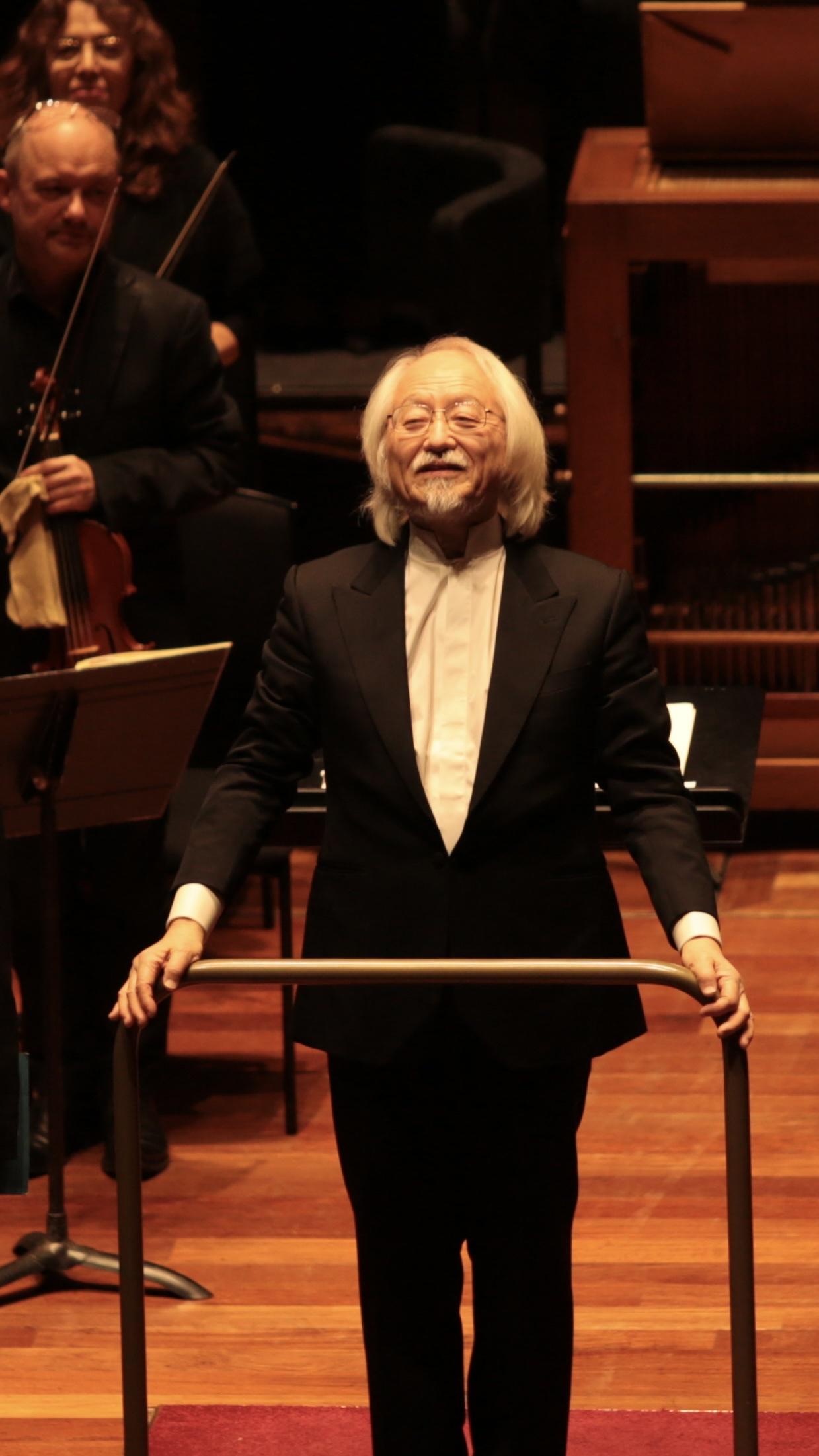
Masaaki Suzuki (2023)

Masaaki Suzuki (jap. 鈴木 雅明 Suzuki Masaaki; * 29. April 1954 in Kōbe) ist ein japanischer Dirigent, Organist und Cembalist.

## Leben und Wirken
Masaaki Suzuki begann im Alter von 12 Jahren beim sonntäglichen Gottesdienst die Orgel zu spielen. Seine Familie gehört zur Minderheit von evangelischen Christen in Japan. Nach seinem Studium an der Tokyo National University of Fine Arts and Music in Tokio in den Fächern Komposition und Orgel setzte er seine Studien in Cembalo und Orgel am Sweelinck-Konservatorium in Amsterdam bei Ton Koopman und Piet Kee fort.
Nachdem er in Amsterdam Solistendiplome für beide Instrumente bekommen hatte, erhielt er den zweiten Preis beim 1980er Cembalowettbewerb (Basso continuo) und den dritten Preis beim 1982er Orgelwettbewerb des Festival van Vlaanderen in Brügge.
Seit 1990 ist er künstlerischer Leiter des Bach Collegiums Japan, das sich vor allem durch seine Aufnahmen der Kantaten von Johann Sebastian Bach einen Namen gemacht hat. Für diese Gesamtaufnahme wurde BIS Records 2014 mit einem ECHO Klassik ausgezeichnet. Suzuki legte 2016 eine Strawinsky-CD vor, die neben der Pulcinella-Suite und der Ballettmusik Apollon musagète auch das Concerto in Re enthält. Es spielte ein finnisches Orchester, die Tapiola Sinfonietta.
Suzuki ist Professor für Orgel und Cembalo an der Nationalen Universität für Kunst und Musik in Tokio und seit 2009 Professor für Chorleitung an der Yale University (USA).

## Auszeichnungen
- 2001: Bundesverdienstkreuz am Bande
- 2011: Bremer Musikfest-Preis
- 2012: Bach-Medaille, Verleihung beim Bachfest Leipzig[3]
- 2015: Ehrendoktorwürde in Theologie der Theologischen Universität Kampen (Niederlande) für seine Verdienste um die Interpretation der Kantaten Bachs und die Verbindung, die er zwischen der Musik Bachs und dem christlichen Glauben herstellt[4]
- 2015: Gutenberg Teaching Award der Johannes Gutenberg-Universität Mainz[5]